# Безрогість
Безро́гість (комолість) — природжена відсутність рогів у великої рогатої худоби, овець і кіз, породна ознака, яка не зв'язана з продуктивністю тварин.
Безрогість — це природна особливість і вона властива у природі всім великим тваринам, таким як вівці, барани, кози.
Багато порід безрогої худоби створено штучним добором комолих особин (абердино-ангуська худоба та ін.). Зважаючи на те, то з безрогою худобою безпечніше працювати, у новонароджених телят роги іноді витравляють.

## Причини безрогості
Безрогість виникає в першу чергу через причини, які мають генетичний характер. Такий ген існує в ДНК будь-якого представника великої рогатої худоби і проявляється при певних комбінаціях генів. Якщо схрестити двох безрогих тварин, потомство першого покоління буде безрогим, другого — з зачатковими рогами, а третього — 75 % безрогих і 25 % рогатих. Пояснюється це тим, що ген безрогості домінує над геном рогатості.